# Miloslava Svobodová
Miloslava Svobodová, coniugata Šibalová (Bojnice, 7 febbraio 1984), è un'ex cestista ceca.
Alta 188 cm, giocava come centro.

## Carriera
Con la Rep. Ceca ha disputato i Campionati europei del 2007 e i Giochi olimpici di Pechino 2008.